# An der Biegung des großen Flusses
An der Biegung des großen Flusses (englischer Titel A Bend in the River) ist ein 1979 erschienener Roman von V. S. Naipaul. Er erzählt die Geschichte des jungen Kaufmanns Salim aus einer indischen Familie, der sich in einer in die Unabhängigkeit entlassenen afrikanischen Kolonie Anfang der sechziger Jahre eine Existenz aufzubauen versucht. Wegen der alles durchdringenden Unsicherheiten und Unruhen der nachkolonialen Situation kann auch der findige Salim nach zehn Jahren letztlich nur durch Flucht sein Leben retten.
Robert McCrum führt das Werk in seiner für den Guardian nach Erscheinungsjahr geordneten Liste der 100 besten englischsprachigen Romane an; in der BBC-Liste der 100 wichtigsten britischen Romane wird von V. S. Naipaul nur Ein Haus für Mr. Biswas an 78. Stelle genannt.

## Übersicht

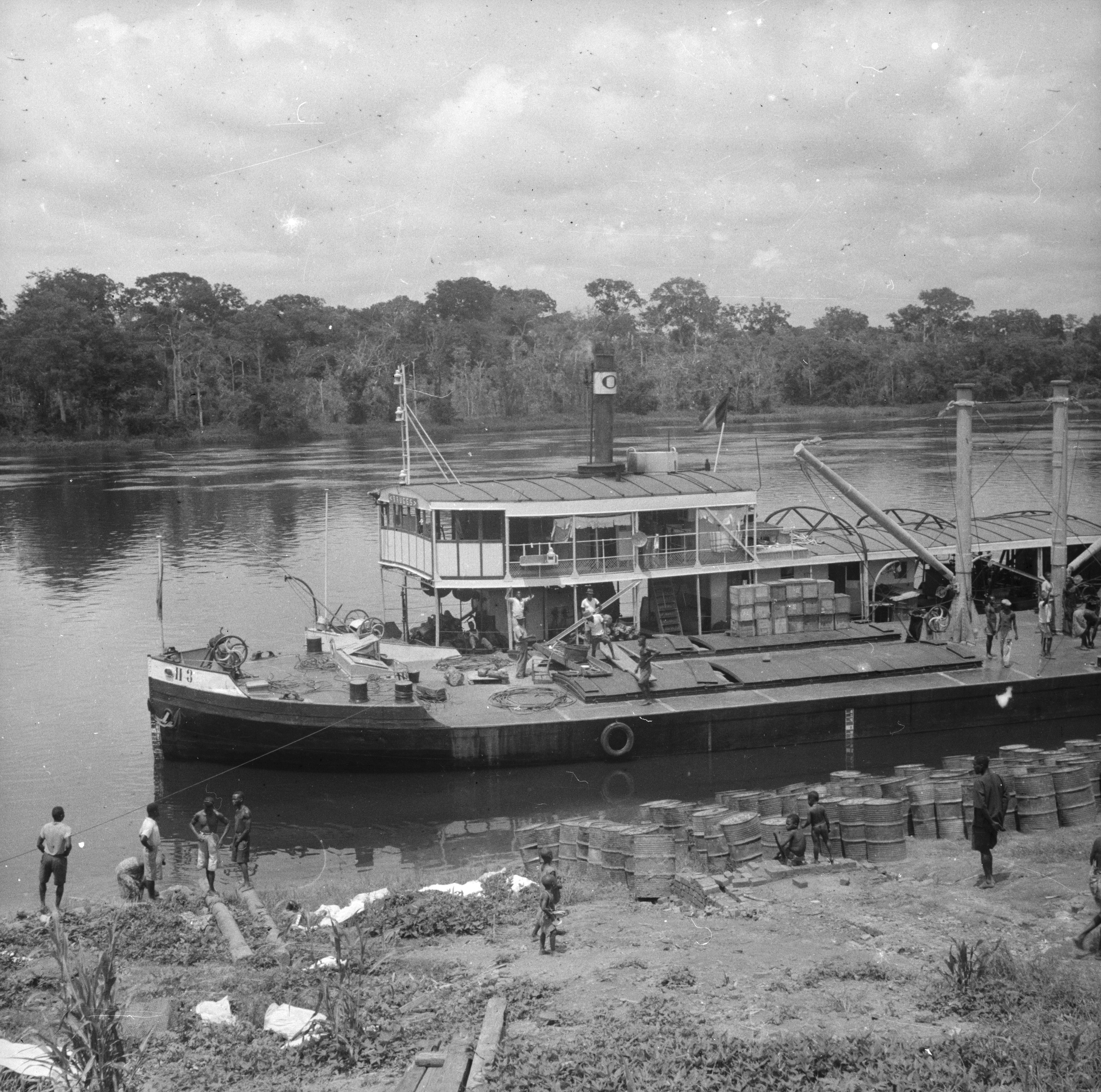
Logistik per Flussdampfer, hier mit einer Palmölladung auf einem Nebenfluss des Kongo (Foto ca. 1942)

Die erzählte Zeit umfasst etwas mehr als zehn Jahre, vom Anfang der sechziger bis Mitte der siebziger Jahre. Salim, Spross einer seit langem an der Ostküste Afrikas siedelnden indischen Kaufmannsfamilie, reflektiert schon in frühen Jahren, dass die mit den Anrainern des Indischen Ozeans verbundenen Händler nur unter europäischen Flaggen sicher leben könnten. Mit der Dekolonisierung Afrikas und einem neuen Nationalismus entwickelt er Zukunftsängste. Um sich aus der exponierten Stellung seiner Familie auf ihrem Anwesen an der Küste zu befreien, kauft er von Nazruddin, einem Freund der Familie, dennoch einen Kramladen in einer Stadt mitten im Kontinent. Allein auf sich gestellt lässt er sich dorthin neue Waren liefern und baut das verwüstete kleine Geschäft in der Stadt „an der Biegung des großen Flusses“ wieder auf. Obgleich er mehrere meist nicht afrikanische Bekannte findet, bleibt Salim letztlich ein seiner Umgebung gegenüber misstrauischer Einzelgänger.

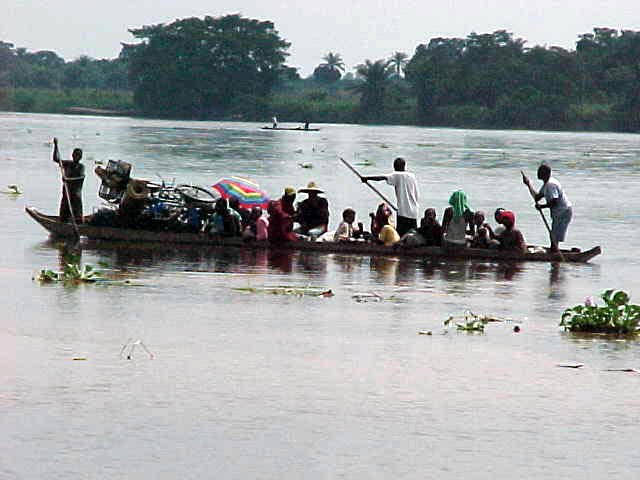
Transport zwischen den Dörfern auf einem Nebenfluss des Kongo (Foto 2003)

Als der neue Machthaber nahe der Stadt für die Ausbildung seines Verwaltungsnachwuchses einen Universitäts-Campus bauen lässt, ist Salim von dieser europäischen Exklave, einem Laboratorium zur Erschaffung der „neuen Afrikaner“, fasziniert, ahnt aber in diesem Stückchen „Afrika der Worte und Ideen“ ein romantisches und auch gefährliches Potenzial. Bei einer Party dort lernt Salim auch den Leiter des Betriebs Raymond und seine dreißig Jahre jüngere Frau Yvette kennen. Salim hatte bisher nur sexuelle Erfahrungen mit Prostituierten gesammelt und erlebt mit Yvette zum ersten Mal eine erotische Beziehung.
Neben anderen Figuren werden zwei Jugendliche bzw. junge Erwachsene wichtig: der eine ist Ali, später Metty genannt, Sklavensohn aus Salims Familie, der ihm nachreist und sein Gehilfe wird; der andere ist Ferdinand, Sohn der schwarzen Händlerin Zabeth, eine seiner ersten Kundinnen, die die bei Salim erworbenen Waren mit Frauen aus ihrem Dorf per Einbaum im Busch weiterverkauft. Zabeth bittet Salim, ein Auge auf ihrem Sohn zu haben, der in der Stadt zuerst das Gymnasium, dann das Polytechnikum in der Domäne besucht und dort zu einem Beamten des neuen Machthabers ausgebildet wird. Zwar unterschiedlich in ihrem sozialen Status, repräsentieren Metty und Ferdinand schließlich die Hoffnungslosigkeit auch der neuen Generation.
Dann brechen in der Stadt wieder Unruhen aus und Salim reist für sechs Wochen nach London. Dort verlobt er sich mit einer Tochter Nazruddins, des Freundes der Familie, von dem er den Laden gekauft hatte. Salim fliegt in die afrikanische Stadt zurück, um sein Geschäft zu verkaufen, aber der Machthaber hat inzwischen eine weitere nationalistische „Radikalisierung“ der einheimischen Bevölkerung gegenüber Ausländern initiiert: Salims Gemischtwarenladen ist inzwischen verstaatlicht worden und er wird verhaftet. Ferdinand, Sohn von Zabeth der Händlerin und inzwischen zum Regierungskommissar aufgestiegen, befreit Salim und rät ihm zur sofortigen Flucht. Nahezu mittellos entkommt Salim auf dem letzten Flussdampfer aus der Stadt „an der Biegung des großen Flusses“.

## Erzählweise
Der Roman ist in vier größere Abschnitte und siebzehn Kapitel durchgliedert. Während die mittleren Abschnitte mit den Überschriften „Das neue Reich“ und „Der große Mann“ eine gewisse Konsolidierung andeuten, weisen der erste und der letzte Abschnitt mit „Die zweite Rebellion“ und „Krieg“ auf die sich wiederholende Zerstörung der Gesellschaft hin. Diese Struktur des letztlichen Scheiterns wird gefüllt mit einer Reihe von Episoden, in denen auf inspirierende Anfänge – teils gewaltsame – Auflösungen folgen, die immer wieder einen „Blick hinter die Kulissen“ offenbaren: Der an indigener Kultur interessierte Pater Huismans, der menschlichen Reichtum dort entdeckte, „wo wir anderen nur Wildheit sahen“, wird im Dschungel erschlagen; der Universitäts-Campus als Menschenlabor und zivilisatorischer Keim beginnt schon bald zu verfallen; der an diesem Experiment beteiligte Gastdozent und Freund Indar sowie der Leiter des Campus ahnen die Wirkungslosigkeit ihrer Aufklärung; die Befriedung und Demokratisierung des Kongo durch den „großen Mann“ und Präsidenten, den „Apostel der Moderne“, enden in neuer Gewalt.
Im Fortgang der Erzählung wird deutlich, dass das Scheitern der Zivilisierung Afrikas von den letztlich romantischen Sichtweisen und einer profunden Ahnungslosigkeit der weißen Experten verursacht wird: „Was für Illusionen Afrika Menschen von außerhalb eingab!“ Pater Huismans bezahlt seine Naivität mit dem Leben; der Campus im Dschungel ist ein „Schwindel“, eine „Fiktion“, ein „Konstrukt“; die Balladen von Joan Baez liefern den Dozenten-Partys im zivilisatorischen Projekt der Domäne die passende stimmungsvolle Süße; Raymonds umfassende Afrikakenntnisse stellen sich als oberflächlich heraus und die ach egoistischen Illusionen der Europäer in Afrika führen in viele Sackgassen.
Der Ich-Erzähler empfindet schon in seiner Jugend die Lage der Araber, Europäer und Inder in der beginnenden Entkolonisierung in Ostafrika als überlebt, unsicher und schutzlos. Mit diesem Gefühl der Bedrohung und latenten Fluchtbereitschaft sei Naipaul „der Chronist zeitgenössischer Heimatlosigkeit und Entwurzelung, der rastlos wandernde Rhapsode der Dritten Welt.“ Da ethnische Konflikte, Stammeskriege und Zerstörung außerhalb der Kolonialzeit in Salims Perspektive ein Dauerzustand sind, bleibt als individueller Ausweg nur eine umfassende Vorsicht nicht aufzufallen und das für die Afrikaner wie auch für Salims Freunde geltende „Weitermachen“.
„Ohne uns dessen bewusst zu sein (wir dachten, wir wären eben schlau, zögen die Köpfe ein, wahrten unsere Interessen), waren wir so geworden wie die Afrikaner, über die der Präsident herrschte. Wir spürten nur das Gewicht seiner Macht. (...); es war nicht an uns, die Dinge zu hinterfragen oder zu genau hinzusehen.“

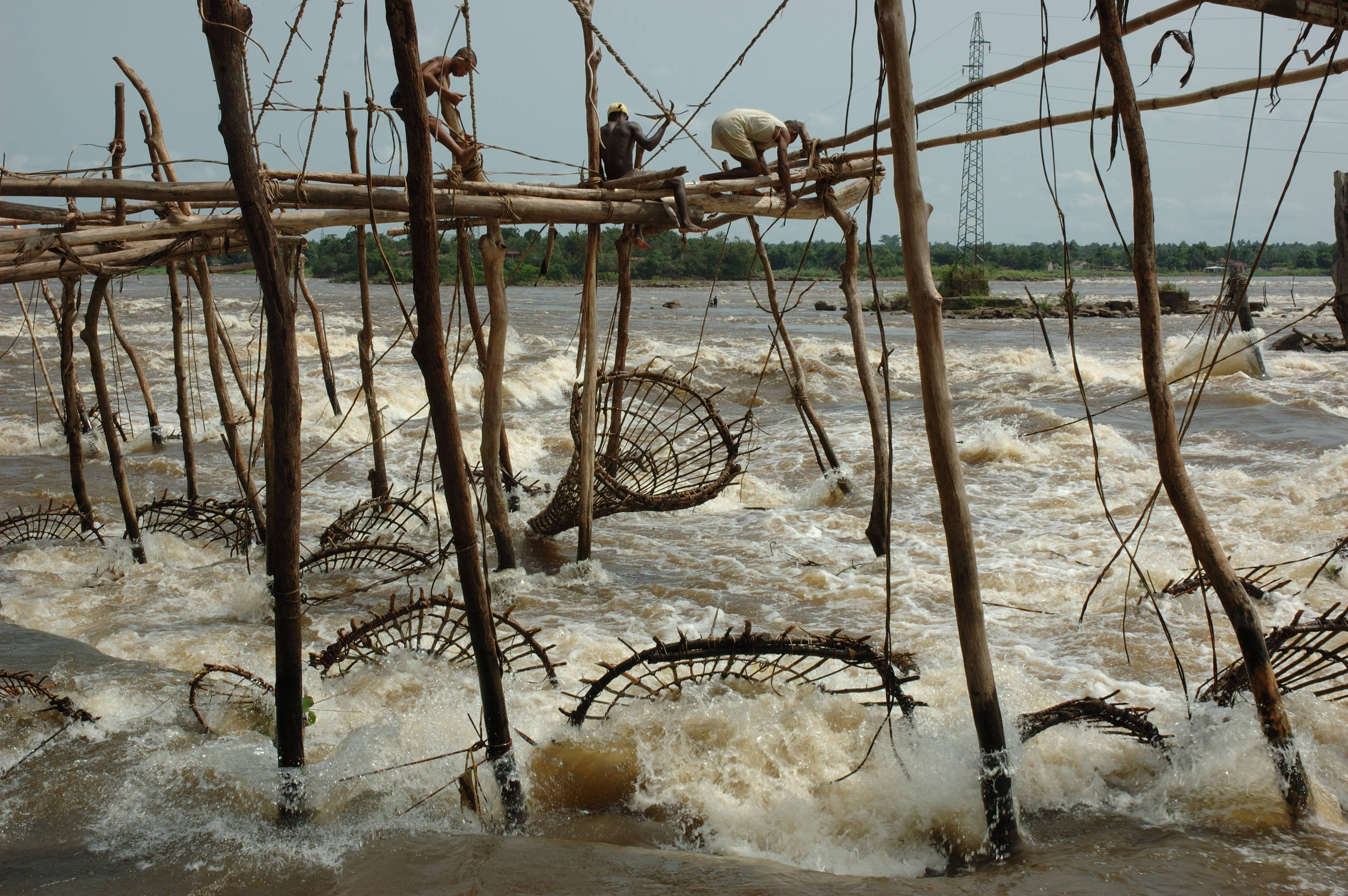
Die im Roman erwähnten Reusenfischer hoch über den gefährlichen Stromschnellen (Foto 2007)

Die Leitmetapher dieses Ausgeliefertseins ist der titelgebende „große Strom“, der für den „Strom der Geschichte“ steht, der „uns hierher getragen“ hat und alle Individuen zu seinem „Treibgut“ macht. Für den unter den nachkolonialen Wirren leidenden Ich-Erzähler ist auch die Biegung des großen Flusses samt seinen vor der Stadt liegenden Stromschnellen eine Allegorie auf die politische Geschichte des Kongo und das Schicksal Afrikas. Naipaul leiht z. B. die Stimme den im Strom treibenden und die Nebenwege verstopfenden Wasserhyazinthen, „unterwegs aus dem fernen Herzen des Kontinents“, „ein[en] Feind mehr“, der „von Blut“, von Ende und Neubeginn, von „Erfahrung ohne Würze“ erzählt.
Im Unterschied zu seinen schreibenden Kollegen in Europa und Amerika, die sich in ihre „privaten Mikrokosmen“ oder in Detektivgeschichten „um eines kleinen Rätsels willen“ flüchteten, habe Naipaul damit seine großen Themen gefunden: „Was ist Geschichte? Was ist Zivilisation? Was Desaster?“ Schon mit dem ersten Satz klärt Naipaul über die Perspektive auf, in der er seine Antworten suchen wird:
„So ist die Welt; wer nichts ist, wer es geschehen lässt, dass aus ihm nichts wird, hat keinen Platz darin.“
Sowohl die individuelle Verantwortung für den eigenen Lebensweg als auch der individuelle Aufstieg sind als Maßstäbe gesetzt, mit denen gesellschaftliche Systeme als Bedingungen der Möglichkeit beurteilt werden, „das Leben zu meistern.“ Salims väterlicher Freund Nazruddin verkörpert diesen modernen Sisyphos der Mittelklasse, der erst an der ostafrikanischen Küste, dann im Inland, dann in Uganda, Kanada und England mit immer neuen Initiativen sein Leben zu meistern versteht. Salims Weg durch das Chaos erzählt Naipaul episodisch in einer fortwährenden Erweiterung der Situationen mit immer neuen Herausforderungen, von der Küste Afrikas ins Innere, von seinem Laden in die Stadt, von dort in die Domäne des Universitäts-Campus, nach London und schließlich zurück in die sich in der Stadt spiegelnden politischen Wirren.

## Zur Geografie

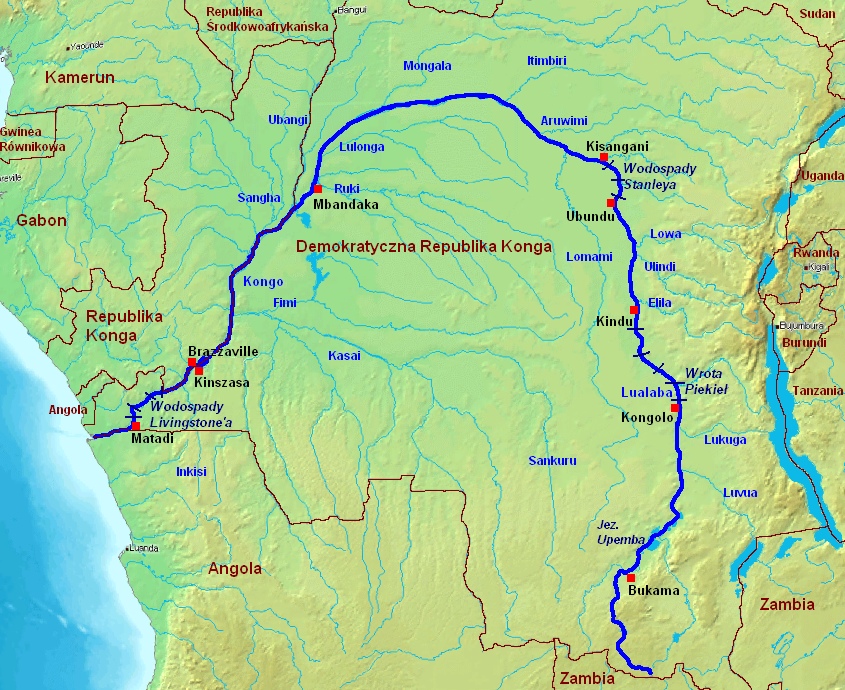
Das Kongo-Becken mit Kisangani im Nordosten vor den Stromschnellen

Mehrere Aufenthalte Naipauls in Uganda und Zaire sowie die Beschreibung des Orts der Handlung am großen Fluss mit seinen die Weiterfahrt behindernden Stromschnellen lassen vermuten, dass es sich bei der im Roman nicht näher benannten Stadt um Kisangani in der heutigen Demokratischen Republik Kongo, damals Zaire, handelt. Kisangani, eine mehr als 2000 Kilometer nordöstlich der Hauptstadt Léopoldville/Kinshasa liegende Großstadt, war mehrfach Ausgangspunkt von Rebellionen gegen die Zentralregierung.

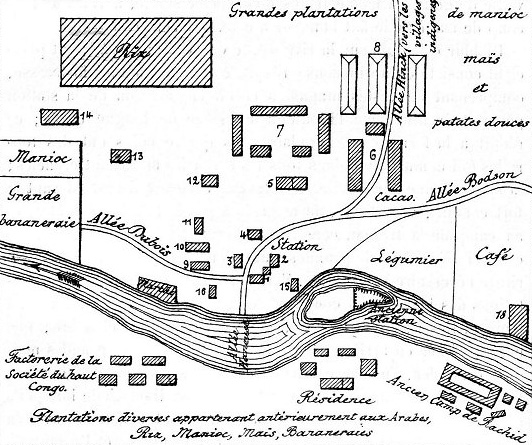
Die im Herz der Finsternis erwähnte Station Stanley Falls (Karte von 1893)

Aus diesem Endpunkt des schiffbaren Kongo (auf den zeitgenössischen Karten die Station Stanley Falls) wurde im Roman Herz der Finsternis von Joseph Conrad die Handelsstation des Elfenbeinjägers Kurtz, wodurch Vermutungen über eine Textreferenz von Naipaul auf Conrad entstanden sind. Auf der letzten Seite des Romans beschreibt Naipaul einen nächtlichen Überfall auf den Dampfer, mit dem Salim flieht, der Parallelen zu dem Überfall hat, den Conrad in Herz der Finsternis beschreibt. Während aber Conrad den belgischen Kolonialismus als mörderisches System beschreibt, beginnt für Naipaul im Gegensatz zu Conrad erst mit der Entkolonisierung eine Phase der Unsicherheit und despotischen Willkür.

## Historischer Hintergrund

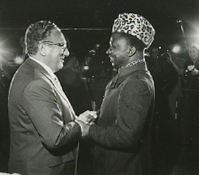
US-Außenminister Henry Kissinger und Mobutu 1976

Die erzählte Zeit des Romans ist die der ersten Phase der Herrschaft des „großen Mannes“, des „Präsidenten“, der als der Diktator Mobutu zu identifizieren ist. Mobutu konnte sich gegen alle Konkurrenten um die Macht durchsetzen, auch gegen den 1960 gewählten und 1961 unter seiner persönlichen Beteiligung gefolterten und ermordeten ersten Premierminister Patrice Lumumba. Mobutu wurde unter den Prämissen des Kalten Kriegs massiv von der CIA, dem britischen Auslandsgeheimdienst MI6 und der belgischen Geheimpolizei unterstützt. Nicht nur die Uran-Vorkommen in der Provinz Katanga waren den Westmächten so wichtig, dass sie sogar den Tod des damaligen UN-Generalsekretärs Dag Hammarskjöld billigten, dessen Flugzeug 1961 auf einer Vermittlungsmission aller Wahrscheinlichkeit nach im Zusammenwirken der westlichen Geheimdienste abgeschossen wurde.
Eine Einmischung von äußeren Kräften erwähnt Naipaul mehrfach: weiße Söldner erschießen die Offiziere der rebellierenden lokalen militärischen Kräfte und Salims Jugendfreund Indar kommt im Auftrag nicht näher bezeichneter Organisationen viel in der Welt herum und nun aus London auch an den Oberlauf des Kongo. Aber externe Einflüsse verneinend lässt Naipaul seinen Ich-Erzähler Salim urteilen: „Die Afrikaner hatten diesen Krieg herbeigeführt; sie würden Fürchterliches durchmachen, mehr noch als alle anderen; aber sie würden damit fertig werden.“ Naipaul wird als unbestechlicher Beobachter gerühmt, aber die Selbstbeschränkung der Fragen seines Protagonisten im Roman verrätselt den Hintergrund der sichtbaren Ereignisse.
Unter Ausklammerung des Kontextes des Kalten Kriegs beobachtet Salim aufmerksam die Veränderungen in seiner unmittelbaren Umwelt, reflektiert aber auch seine eigenen blinden Flecken und die der anderen um sich herum: Der Roman ist „über weite Strecken stark reflexiv.“ Das siebte Kapitel endet z. B. mit der Korruption eines Zollbeamten durch Salim, „doch das, worum es bei dem Geschäft eigentlich gegangen war, wurde mit Stillschweigen bedacht und hinterließ keine Spur in den Unterlagen.“ So bleibt auch hier das Eigentliche im Ungefähren. Ortlepp kommentiert Naipaul mit Zitaten seiner Kritiker: „Den ´rüdesten aller Kritiker der moralischen und materiellen Armut von Entwicklungsländern´ so hat man ihn (Naipaul) genannt, einen ´ Feind der Zivilisation´, einen ´Erzreaktionär´, der das hohe Lied des Imperialismus singe.“

## Rassismus-Vorwürfe
„An der Biegung des großen Flusses ist einer der umstrittensten Romane des britischen Schriftstellers V. S. Naipaul.“ Das könnte daran liegen, dass Naipaul Afrikanern nicht nur eine Distanz, sondern eine prinzipielle Unfähigkeit zur Moderne zuschreibt und ein afrikanisches Charakterbild konstruiert, das vor allem verschlagen, böse und triebhaft ist. Salim erklärt sich z. B. ein bestimmtes Verhalten mit der afrikanischen Herkunft:
- „Ferdinand ist ein Afrikaner. (...) Die Einheimischen waren malins, weil sie in dem Bewusstsein lebten, dass der Mensch Beute ist.“[43]
- „Sklavenvölker sind erbärmlich klein von Wuchs, halbe Menschen, halbe Männer, in jeder Hinsicht mit Ausnahme ihrer Fähigkeit, die nächste Generation zu zeugen.“[44]
- „Unter uns spotteten wir über diese vulgäre, armselige afrikanische Gier nach Gold. Gold – wie sollte es einen Mann verwandeln, der doch nur Afrikaner war?“[45]

Dazu gehört auch der entgegengesetzte „Topos des leeren Charakters“, dass Afrikaner vor allem Rollen spielen und in dem Moment in Trägheit verfallen, wenn insbesondere Weiße keine Erwartungen mehr an sie haben. Aber auch Naipauls Protagonisten Salim gelingt es wie den Afrikanern unter den gegebenen Umständen nicht, sich eine sichere Existenz aufzubauen; sein Schicksal bestätigt so die Abhängigkeit von gesellschaftlichen Bedingungen, deren Wirkung der Autor dem afrikanischen Charakter zuschreibt. Wie sollte es aber den Afrikanern gelingen, wenn selbst Salim mit seinem finanziellen, sozialen und kulturellen Kapital an den Bedingungen scheitert? Halter kommentiert diese Vorurteile mit Zitaten von Naipauls Kollegen: „Der palästinensische Dichter Edward Said sprach von unhistorischen Klischees, der englische Autor Robert Harris von Intoleranz und Rassismus.“

## Ausgaben
- V. S. Naipaul: An der Biegung des grossen Flusses. Deutsch von Karin Graf. Deutscher Taschenbuch Verlag, München 1993, ISBN 978-3-423-11694-7
- V. S. Naipaul: An der Biegung des großen Flusses. Deutsch von Sabine Roth. List Taschenbuch im Ullstein-Taschenbuchverlag, München 2002, ISBN 978-3-548-60256-1
- V. S. Naipaul: An der Biegung des großen Flusses. Roman. Aus dem Englischen von Sabine Roth, S. Fischer Verlag,  Frankfurt am Main 2012, ISBN 978-3-596-19016-4